# Clavigesta
Clavigesta là một chi bướm đêm thuộc phân họ Olethreutinae trong họ Tortricidae.

## Các loài
- Clavigesta purdeyi (Durrant, 1911)
- Clavigesta sylvestrana (Curtis, 1850)